# 30 septembrie
ianuarie • februarie • martie  • aprilie  • mai  • iunie  • iulie  • august  • septembrie  • octombrie  • noiembrie  • decembrie
30 septembrie este a 273-a zi a anului (a 274-a în ani bisecți) a calendarului gregorian. Mai sunt 92 de zile până la sfârșitul anului.

## Evenimente

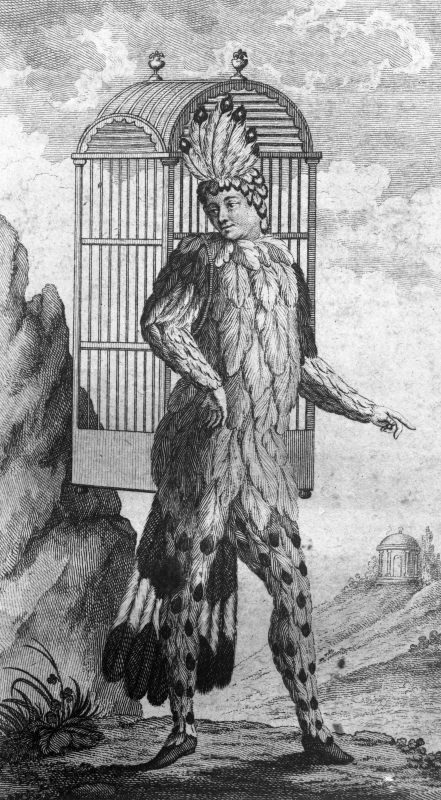
1791: Premiera operei Die Zauberflöte (Flautul fermecat), de Wolfgang Amadeus Mozart are loc la Viena, la Schikaneders Theater.

- 1345: Ștefan Dușan ocupă orașul Serres și se proclamă împărat al grecilor și sârbilor, fiind încoronat la Skopje la 16 aprilie 1346.
- 1399: Henry Bolingbroke, duce de Lancaster, l-a înlăturat pe Richard al II-lea de pe tron, proclamându-se rege sub numele de Henric al IV-lea al Angliei, unind ducatul de Lancaster cu coroana engleză.[1]
- 1520: Suleiman Magnificul este proclamat sultan al Imperiului Otoman.
- 1790: Leopold al II-lea devine împărat al Sfântului Imperiu Roman.
- 1791: Premiera operei Die Zauberflöte (Flautul fermecat), de Wolfgang Amadeus Mozart are loc la Viena, la Schikaneders Theater, cu două luni înainte de moartea autorului.
- 1846: Prima extracție de dinți fără durere, sub narcotic, efectuată de William Thomas Green Morton pe pacientul său Eben Frost.
- 1863: Premiera operei Pescuitorii de perle (Les pêcheurs de perles), de Georges Bizet are loc la Théâtre-Lyrique din Paris.
- 1880: Astronomul amator american Henry Draper reușește prima fotografie a Nebuloasei Orion.
- 1895: Madagascar devine protectorat francez.
- 1935: La Boston are loc premiera operei "Porgy and Bess", de George Gershwin.
- 1966: Botswana, fost protectorat britanic, își câștigă independența față de Marea Britanie. Seretse Khama a devenit primul președinte.
- 1972: În Suedia este deschis Podul Öland, unul dintre cele mai lungi poduri din Europa (6.072 m).
- 1990: A fost semnată, la New York, "Declarația mondială privind supraviețuirea, protejarea și dezvoltarea copiilor", în cadrul Conferinței mondiale la nivel înalt consacrată condiției copilului.
- 2005: Cotidianul danez Jyllands-Posten publică o serie de caricaturi care îl înfățișează pe profetul Mahomed, eveniment care duce la scandalul caricaturilor cu Mahomed.
- 2007: Daniel Ciobotea este întronizat arhiepiscop al Bucureștilor și patriarh al Bisericii Ortodoxe Române.
- 2007: Rabinul Shlomo Sorin Rosen este instalat ca rabin în comunitățile evreiești din România.
- 2009: Într-un puternic cutremur din Sumatra își pierd viața peste 1.115 de oameni.
- 2016: Două tablouri cu o valoare totală de 100 de milioane de dolari sunt recuperate după ce au fost furate de la Muzeul Van Gogh în 2002.

## Nașteri
- 1207: Jalal al-Din Muhammad Rumi, poet persan (d. 1273)
- 1227: Papa Nicolae al IV-lea (d. 1292)
- 1732: Jacques Necker, ministru francez al finanțelor sub Ludovic al XVI-lea (d. 1804)
- 1811: Augusta de Saxa-Weimar, soția împăratului Wilhelm I al Germaniei (d. 1890)
- 1813: Karl, Duce de Schleswig-Holstein-Sonderburg-Glücksburg (d. 1878)
- 1840: Johan Svendsen, compozitor norvegian (d. 1911)
- 1864: Albert Berger, istoric și pedagog sas (d. 1936)
- 1870: Jean Baptiste Perrin, fizician francez, laureat al Premiul Nobel (d. 1942)

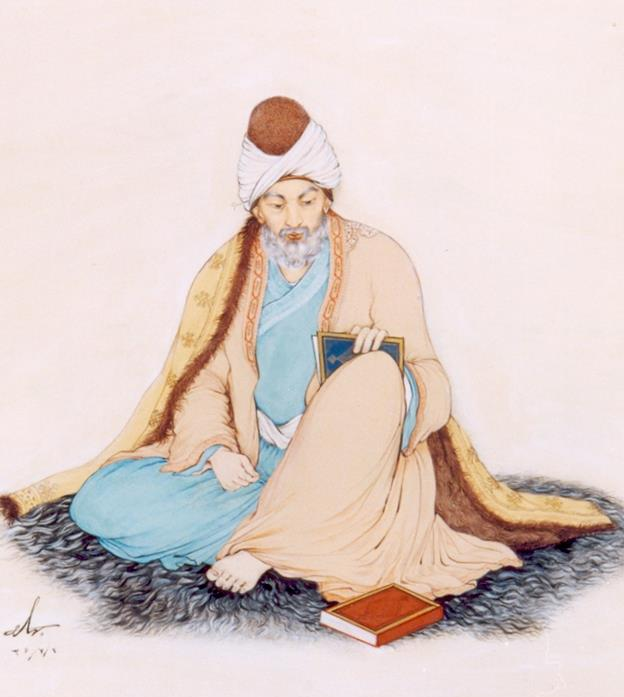
Jalal al-Din Muhammad Rumi, poet persan
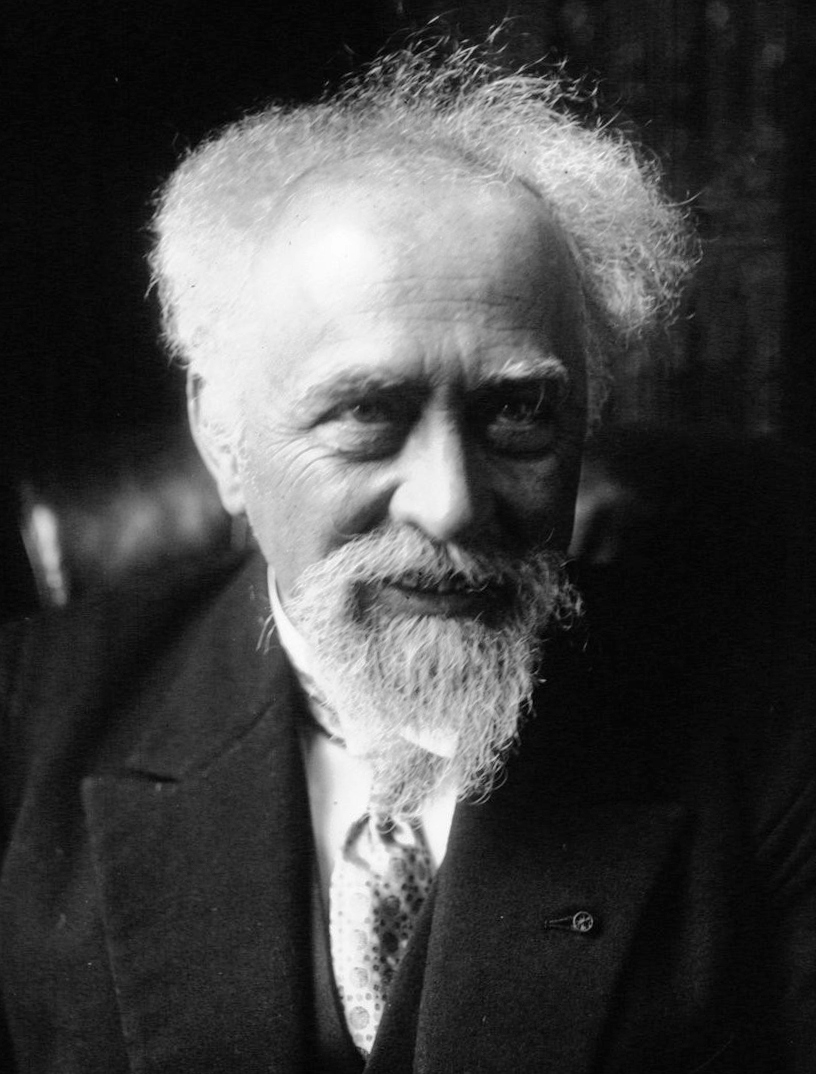
Jean Baptiste Perrin, fizician francez, laureat Nobel
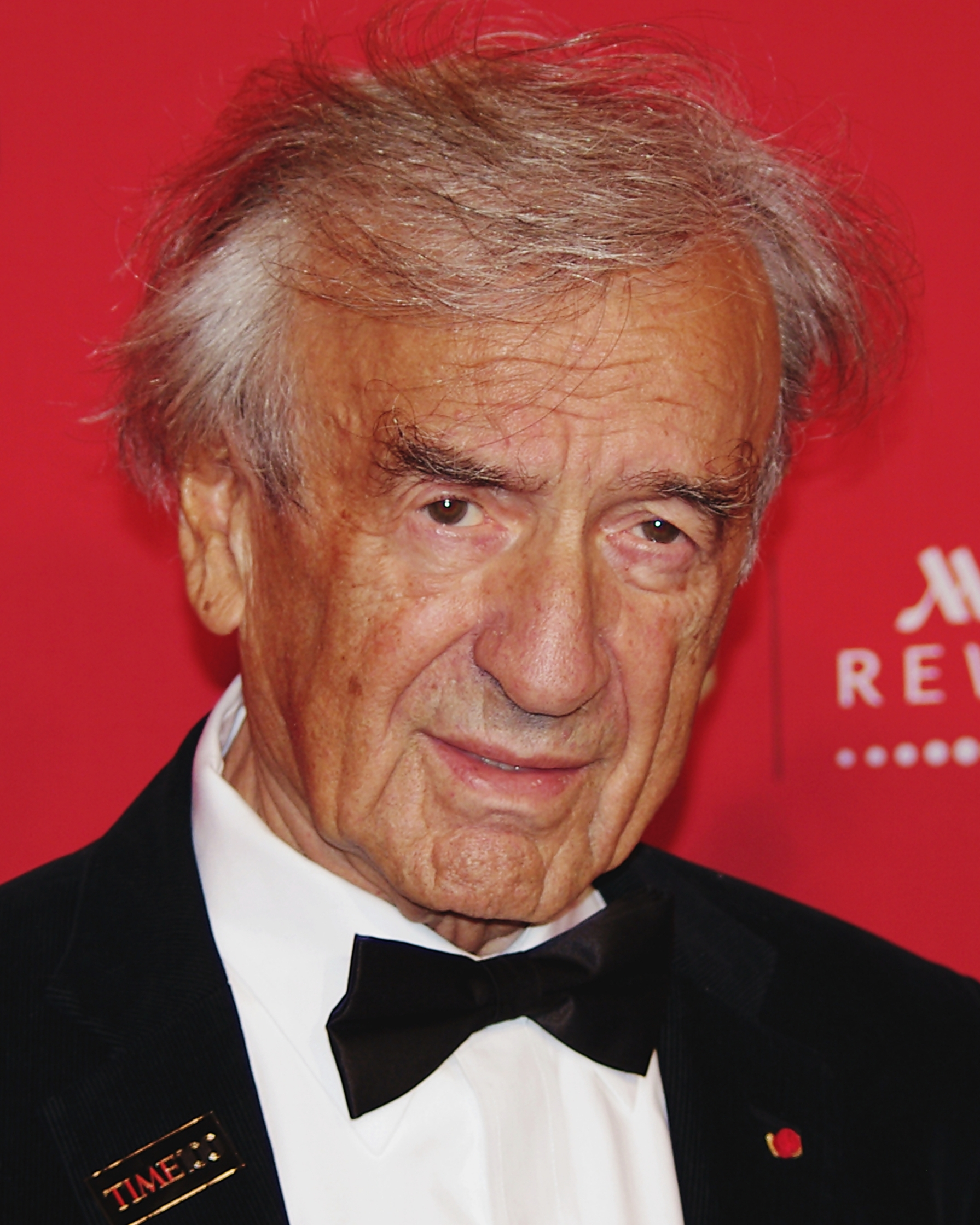
Elie Wiesel, scriitor româno-american, laureat Nobel

- 1882: Hans Geiger, fizician german (d. 1945)
- 1895: Lewis Milestone, regizor de film de origine rusă (d. 1980)
- 1898: Prințesa Charlotte de Monaco (d. 1977)
- 1905: Nevill Francis Mott, fizician englez, laureat al Premiului Nobel (d. 1996)
- 1908: David Fiodorovici Oistrah, violonist rus (d. 1974)
- 1921: Deborah Kerr, actriță britanică (d. 2007)
- 1924: Truman Capote, scriitor și jurnalist nord-american (d. 1984)
- 1928: Elie Wiesel, scriitor și filosof american de origine evreiască, laureat al Premiului Nobel pentru Pace (d. 2016)
- 1928: Takeshi Inoue, fost fotbalist japonez (d. 1992)
- 1931: Angie Dickinson, actriță nord americană
- 1934: Udo Jürgens, compozitor și cântăreț austriac (d. 2014)
- 1939: Jean-Marie Lehn, chimist francez
- 1941: Reine Wisell, pilot de curse suedez (d. 2022)
- 1943: Johann Deisenhofer, chimist german
- 1944: Jimmy Johnstone, fotbalist scoțian (d. 2006)
- 1945: Ehud Olmert, politician din Israel
- 1946: Jochen Mass, fost pilot german de Formula 1
- 1947: Marc Bolan, compozitor și chitarist britanic (d. 1977)
- 1957: Fran Drescher, actriță nord americană
- 1959: Xiomara Castro, femeie de stat și administratoare de afaceri din Honduras, președintă a Republicii Honduras
- 1961: Bernard Makuza, prim ministru al Rwandei
- 1962: Frank Rijkaard, fost fotbalist și antrenor de fotbal olandez
- 1964: Mihai Constantin, actor român de teatru, film și televiziune
- 1964: Monica Bellucci, actriță italiană

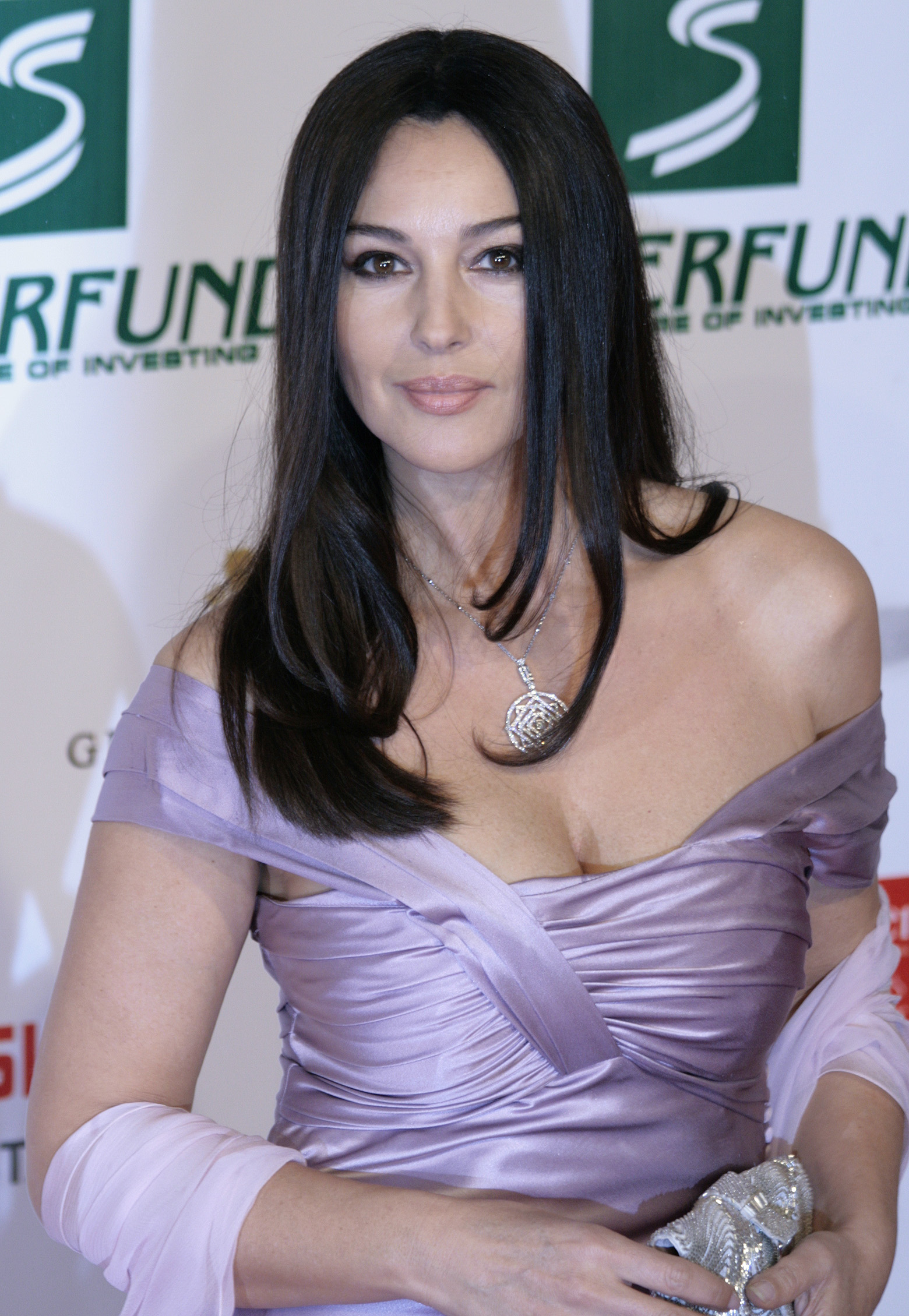
Monica Bellucci, actriță italiană
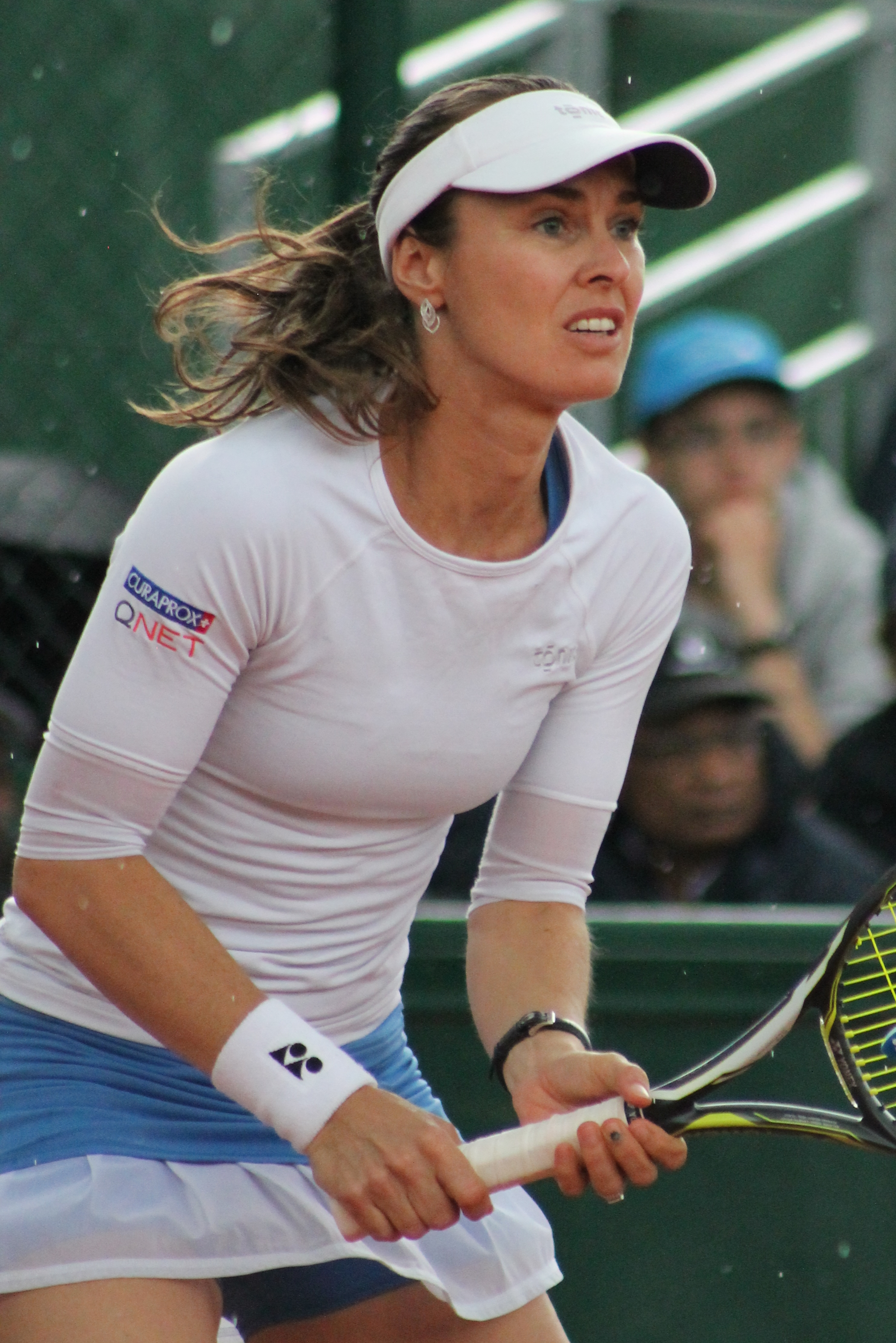
Martina Hingis, tenismenă elvețiană
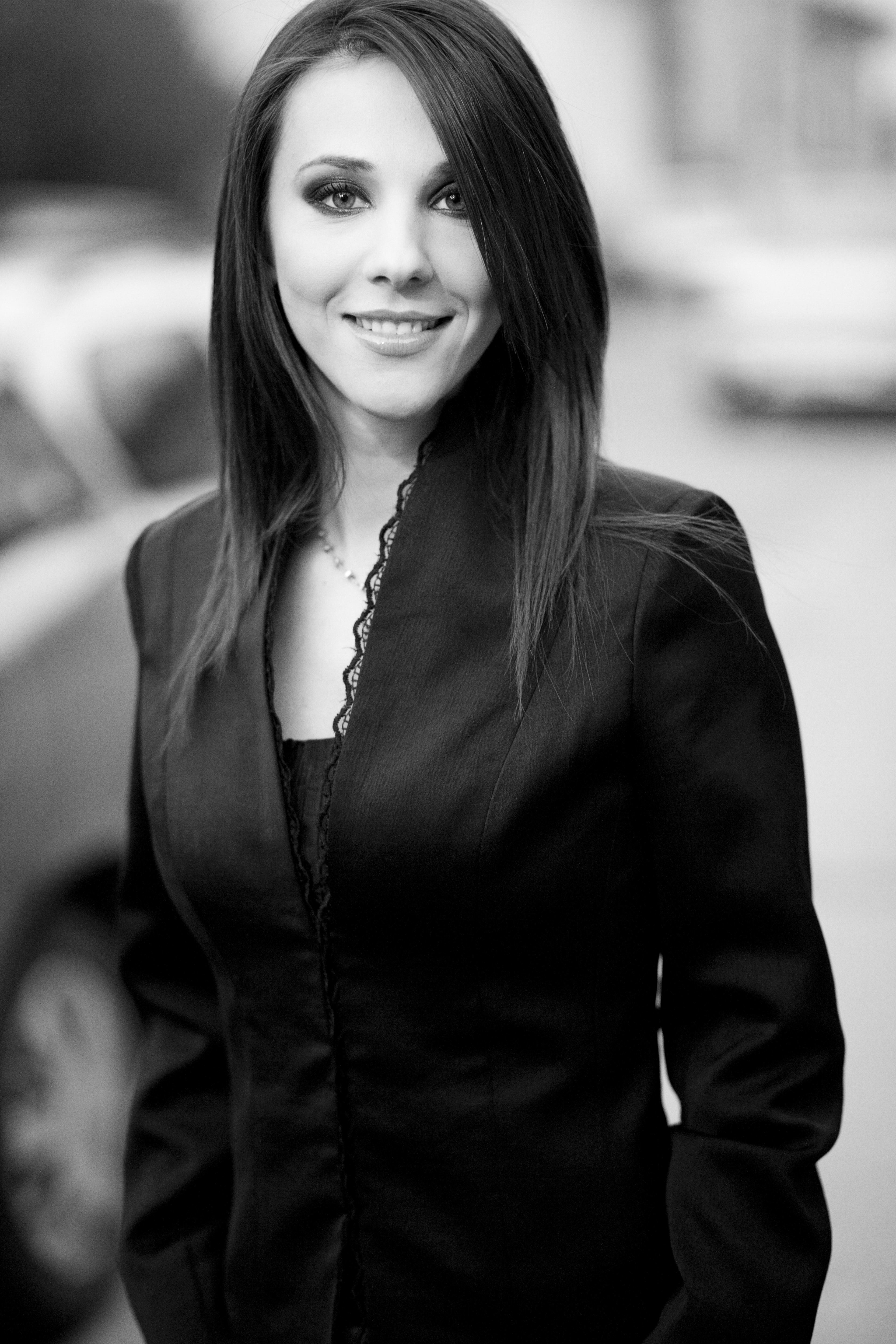
Andreea Răducan, gimnastă română

- 1975: Marius Urzică, gimnast și antrenor român
- 1975: Marion Cotillard, actriță franceză
- 1978: Robinson Zapata, fotbalist columbian
- 1980: Martina Hingis, tenismenă elvețiană
- 1981: Dana Plotogea, biatlonistă din România
- 1983: Diana Dumitrescu, actriță română
- 1983: Andreea Mădălina Răducan, gimnastă română
- 1984: Keisha Buchanan, cântăreață britanică
- 1997: Max Verstappen, pilot de curse auto belgiano-neerlandez
- 2002: Maddie Ziegler, dansatoare, actriță și model americană

## Decese
- 0420: Sfântul Ieronim, traducător al Bibliei Vulgata
- 0954: Ludovic al IV-lea al Franței (n. 920)
- 1560: Melchior Cano, teolog spaniol (n. 1525)
- 1572: Francisc Borgia, general al ordinului iezuit (n. 1510)
- 1626: Nurhaci, lider manchurian (n. 1559)
- 1790: Nicolae Mavrogheni, domnitor fanariot (n. 1735)
- 1882: Mihail Pascaly, actor, autor dramatic și traducător român (n. 1830)
- 1891: Georges Boulanger, general și om politic francez (n. 1837)

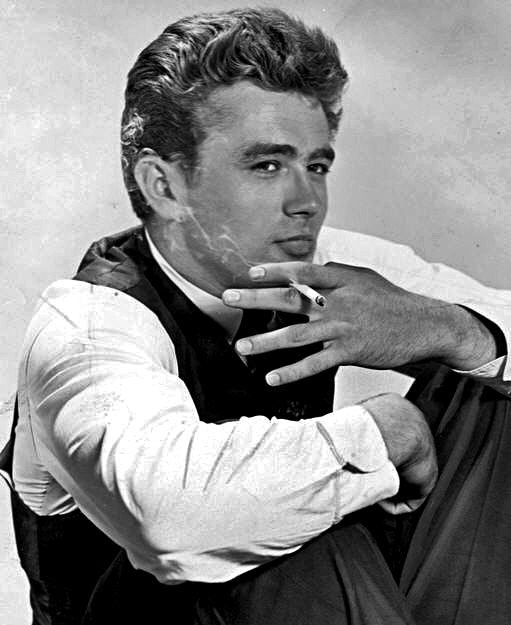
James Dean, actor american
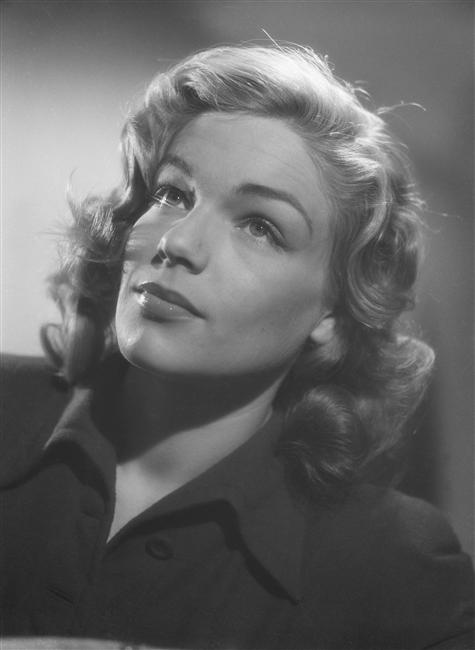
Simone Signoret, actriță franceză
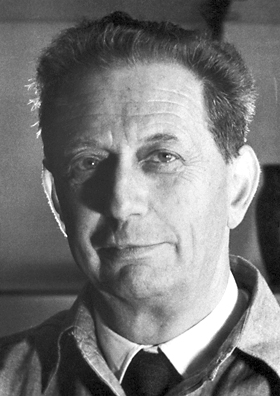
André Lwoff, microbiolog francez, laureat Nobel

- 1916: Mihail Săulescu, poet și dramaturg român (n. 1888)
- 1926: Victoria Dubourg, pictoriță franceză (n. 1840)
- 1931: Ernest de Chamaillard, pictor francez (n. 1862)
- 1932: Constantin Coandă, general și politician român (n. 1857)
- 1943: Franz Oppenheimer, sociolog german (n. 1864)
- 1955: Mihail Cehov, actor, regizor și scriitor rus (n. 1891)
- 1955: James Dean, actor american (n. 1931)
- 1972: Grigore Cugler, compozitor, diplomat, grafician, ilustrator, memorialist, muzician, poet, violonist clasic și scriitor român (n. 1903)
- 1985: Simone Signoret, actriță franceză (n. 1921)
- 1985: Charles Francis Richter, fizician și seismolog american (n. 1900)
- 1990: Michel Leiris, scriitor, poet, etnolog și critic de artă francez (n. 1901)
- 1990: Patrick White, scriitor australian, laureat al Premiului Nobel (1973) (n. 1912)
- 1994: André Lwoff, microbiolog francez, laureat al Premiului Nobel (n. 1902)
- 1999: Dmitri Lihaciov, savant sovietic și rus (n. 1906)
- 2006: André Schwarz-Bart, scriitor francez, câștigător al Premiului Goncourt în 1959 (n. 1928)
- 2006: András Sütő, scriitor român de etnie maghiară (n. 1927)
- 2007: David Ohanesian, bariton român de etnie armeană (n. 1927)
- 2012: Autran Dourado, scriitor brazilian (n. 1926)
- 2015: Lucreția Ciobanu, interpretă de muzică populară (n. 1924)
- 2017: Iulian Vlad, general român în cadrul DSS, șef al Securității (n. 1931)
- 2017: Hans Liebhardt, jurnalist și scriitor german (n. 1934)
- 2019: Jessye Norman, soprană americană de operă și concert (n. 1945)

## Sărbători
- în calendarul ortodox și greco-catolic: Sf. Mc. Grigore Luminătorul, episcopul Armeniei; Sf. Mc. Ripsimia și Gaiani;
- în calendarul romano-catolic: Sfântul Ieronim, traducător al Bibliei;
- Ziua Internațională a Traducerilor[2] (en:International Translation Day)
- Botswana : Ziua națională - Aniversarea proclamării independenței (1966)